# Mariam Aladji Boni Diallo
Pour les articles homonymes, voir Boni.
Mariam Aladji Boni Diallo (née en 1952), est une femme politique béninoise. Elle est ministre des Affaires étrangères du Bénin du 10 avril 2006 au 17 juin 2007,.

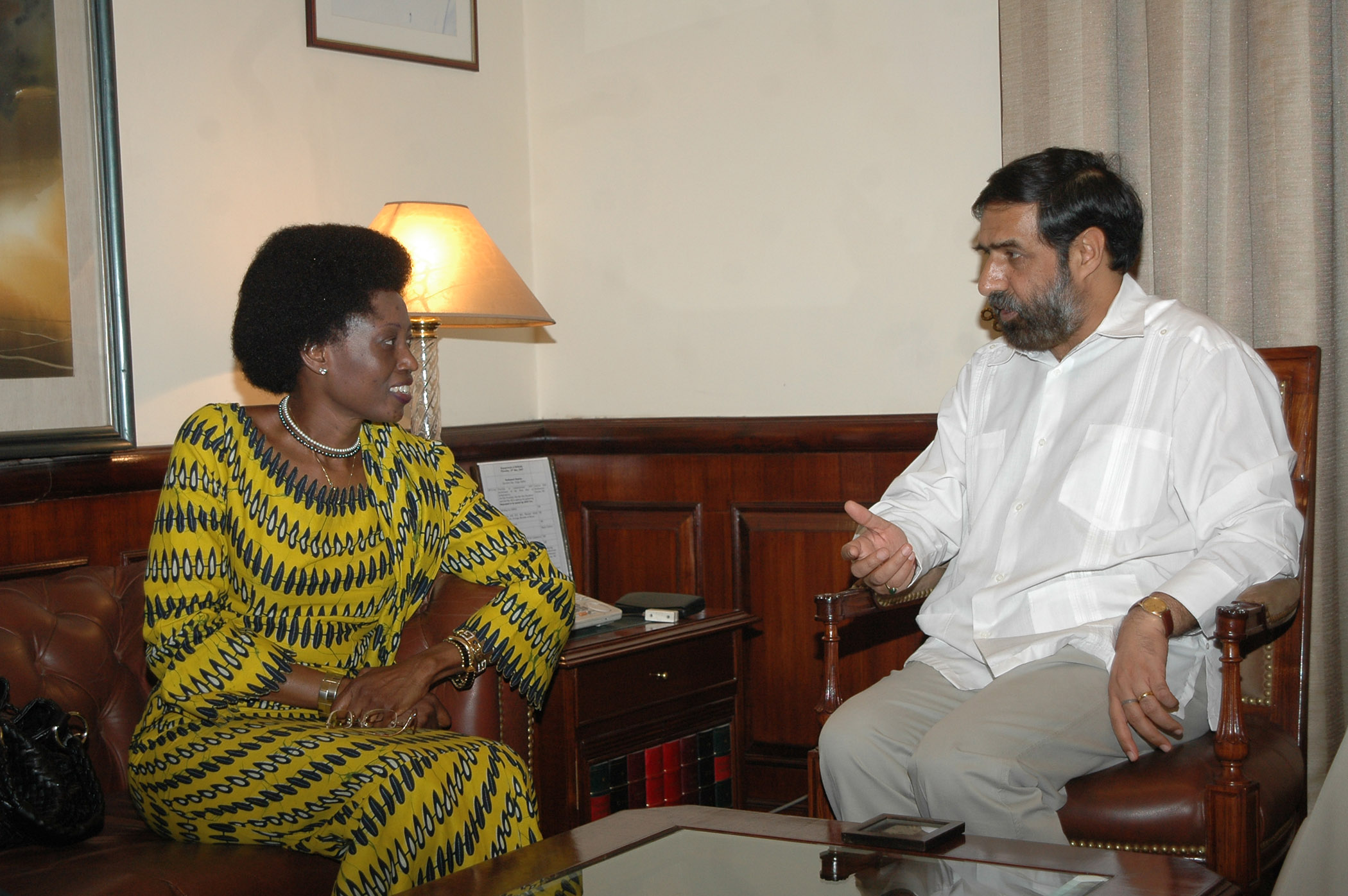
Mariam Aladji Boni Diallo et le ministre d'État indien aux Affaires extérieures Shri Anand Sharma en 2007.